# Karel Hoffmann
Pour les articles homonymes, voir Hoffmann.
Karel Hoffmann (12 décembre 1872, Prague - 30 mars 1936, Prague) est un violoniste et professeur de musique tchécoslovaque, membre fondateur et premier violon du Quatuor de Bohême. En 1926-1927, il a été nommé recteur du Conservatoire de Prague.

## Biographie
Hoffmann, né à Prague-Smichov, est le neuvième enfant du tisserand Karel Hoffmann. Il était un enfant faible, et un de ses frères aînés a choisi pour lui le violon comme un "travail léger". En 1885, il a commencé ses études au Conservatoire de Prague, comme élève dans la classe de Antonín Bennewitz. Le premier événement important de sa carrière a été son entrée dans la classe de musique de chambre de Hanuš Wihan. Il y a rencontré Josef Suk, Oskar Nedbal et Otto Berger - ses futurs collègues et collaborateurs du Quatuor de Bohême. Ils ont fondé le quatuor officiellement en 1892, et l'activité de l'ensemble a duré 42 ans. Hoffmann a été le seul membre permanent de cet ensemble tout au long de son existence de 1892 à 1934. En 1934, après la mort de l'altiste Jiří Herold, Hoffmann a fondé avec Ladislav Zelenka et Jan Heřman le Trio de Bohême.
En plus de ses activités de musique de chambre, Hoffmann a commencé à se faire connaître également comme soliste. Il a joué la partie de violon solo lors de la première représentation à Prague du Double Concerto en la mineur de Johannes Brahms. Avec le compositeur Edvard Grieg, il a joué la Sonate pour violon et piano no 3 en ut mineur, Op.45 à Vienne. Le compositeur tchèque Josef Suk lui a dédié certaines de ses œuvres. En 1901, il a joué avec l'Orchestre philharmonique tchèque le Concerto pour violon en la mineur, Op. 53 d'Antonín Dvořák à Vienne.
Karel Hoffmann a créé
- le 8 juillet 1892, la Sonate pour violon et piano de Vítězslav Novák, avec le compositeur au piano;
- le 9 octobre 1896 avec le Quatuor de Bohême, le Quatuor à cordes no 13 en sol majeur d'Antonín Dvořák;
- le 19 janvier 1901, la Quatre pièces pour violon et piano de Josef Suk, qui lui avait dédicacé cette pièce;
- en 1907, le Trio pour piano et cordes en ré majeur de Sergueï Taneïev;
- en 1911, la Sonate pour violon et piano de Sergueï Taneïev.

Avec la « Spolek pro moderní hudbu » (Société pour la musique moderne), Hoffmann a collaboré avec des artistes de renom tchèques et étrangers - Ilona Štěpánová-Kurzová, Rudolf Karel, Jaroslav Křička, Josef Bohuslav Foerster, Ladislav Vycpálek (en), Jan Kunc, Arthur Honegger, Maurice Ravel, Ottorino Respighi et Paul Hindemith entre autres.
En 1932, il est tombé malade et la même année il a subi une intervention chirurgicale. Il a récupéré un peu de temps et a repris ses activités. Cependant, la deuxième chirurgie en 1934 a échoué et Karel Hoffmann est mort du cancer.